# Manuel Prado Pérez-Rosas
Manuel Prado Pérez-Rosas, S.J., (* Lima, Perú, 26 de mayo de 1923 - † Lima, 9 de octubre de 2011),  fue un sacerdote jesuita peruano. Arzobispo Emérito de Trujillo.

## Biografía
Siguiendo su vocación religiosa, se unió a la orden Jesuita. Ingresó a la Compañía el 1 de febrero de 1940 (cuando el noviciado tenía dos años de fundado) y fue novicio del P. Pablo Menor.
Fue ordenado sacerdote el 13 de julio de 1956. Maestro de novicios en Huachipa de varias generaciones de jesuitas, fue también Rector del Colegio San José de Arequipa, y luego del San Ignacio de Piura.

## Episcopado
El 7 de septiembre de 1970 fue nombrado  Obispo de Chachapoyas, diócesis del Perú, recibiendo la ordenación episcopal el 7 de octubre de ese mismo año. El 29 de diciembre de 1976 fue nombrado Arzobispo Titular de la Arquidiócesis de Trujillo, tomando posesión el 19 de febrero de 1977. Por más de quince años fue Primer Vicepresidente de la Conferencia Episcopal Peruana. Durante los 22 años que permanece como Arzobispo de Trujillo, reapertura el Seminario Mayor "San Carlos y San Marcelo" para la formación de futuros sacerdotes; trabaja muy estrechamente con laicos comprometidos y a la formación de jóvenes universitarios. El 4 de febrero de 1985, recibe en su Casa Arzobispal al hoy San Juan Pablo II, con motivo de su visita al Perú. El 11 de septiembre de 1999 se retira del cargo, ostentando a partir de esa fecha el título de Arzobispo Emérito de Trujillo.
Falleció en la ciudad de Lima, el 9 de octubre de 2011. Luego de la misa en la Iglesia de Nuestra Señora de Fátima en Miraflores, sus restos reposan en la Cripta de la Iglesia de San Pedro junto a los de su madre, tal como fue su voluntad.

## Premios y reconocimientos
Durante la Asamblea Plenaria de la Conferencia Episcopal Peruana, el 26 de enero del 2002, se le otorgó la Medalla de Oro de Santo Toribio de Mogrovejo.
El 6 de octubre de 1995, con ocasión de su XXV Aniversario de Ordenación Episcopal, recibió la Medalla de Oro la Ciudad de Trujillo, por parte del Alcalde del Concejo Provincial de Trujillo, como reconocimiento a su labor pastoral en dicha ciudad.